# Паркин, Томми
Томас Атчисон Паркин (англ. Thomas Aitchison Parkin; род. 1 февраля 1956, Гейтсхед, Тайн-энд-Уир) — английский футболист, игравший на позиции полузащитника.

## Карьера
Паркин родился в Гейтсхеде и провел свою молодёжную карьеру в «Ипсвич Тауне», а в декабре 1973 года стал игроком основного состава. В сезоне 1975/1976 его отправили в аренду в «Гримсби Таун», а в следующем сезоне — в «Питерборо Юнайтед». Позже, в 1977 году, он был отдан в аренду команде «Коннектикут Байсентенниалс» из Североамериканской футбольной лиги. 7 января 1978 года он дебютировал за «Ипсвич» в матче третьего раунда Кубка Англии против «Кардифф Сити». В том сезоне «Ипсвич» выиграл национальный кубок, но Паркин не входил в состав команды на финальный матч. К 27 годам Паркин провёл менее 20 матчей за первую команду.
Несмотря на то, что Паркин стал постоянным игроком основной команды в сезоне 1983/1984, вскоре он снова стал резервным игроком. Его последним матчем за «Ипсвич» стал проигрышный матч от «Кембридж Юнайтеда» в Кубке лиги, и он покинул клуб в 1987 году. Впоследствии он перешёл в Бари Таун, где играл до 1990 года. Паркин присоединился к Уивенхо Таун летом 1990 года, сыграв за него 11 игр.

## Личная жизнь
Его племянники Джейкоб Мерфи и Джош Мерфи также являются профессиональными футболистами.